# اسکوتاریوس
اسکوتاریوس، یک گلادیاتور سادهٔ رومی با سپری بسیار بزرگ بود که بدان سپر سامنیت هم می‌گفتند، که نام خود را از یکی از دیگر انواع دیگر گلادیاتورها معروف به گلادیاتور سامنیت گرفته‌است. در زبان لاتین، به سپر سکوتوم می‌گفتند، جایی که نام اسکوتاریوس از آن می‌آید. اسکوتاری‌ها به دلیل داشتن سپری بلند، اغلب زرهی برای پوشاندن ساق پا، به ویژه برای ساق پای راست بر تن می‌کردند. این زره معمولاً از زرهی که شوالیه‌های پارمولاری (یکی از چند انواع گلادیاتورها) بر تن می‌کردند کوچک‌تر بود، چرا که سپرشان نسبت به سپر اسکوتاری‌ها کوچک‌تر، و با این حال نسبتاً سپری با اندازه‌ای بزرگ بود. همچنان اسکوتاری‌ها معمولاً شمشیرهایی کوچک‌تری حمل می‌کرده و کلاه‌خود گیره‌ای بر سر می‌کردند. از اسکوتاری و پارمولاری توسط مارکوس آئورلیوس در تاملات به عنوان دو جناح در نبرد گلادیاتورها که هم مردم عادی و هم سایر گلادیاتورها از آنها پشتیبانی می‌کردند یاد شده‌است.

از یک اسکوتاری می‌توان به نگهبانی که دارای سپر است هم یاد کرد، همچون فردی که در گذشته سپر می‌ساخته‌است.

## همچنان ببینید
- فهرستی از انواع شوالیه‌های رومی